# ماکوو (آستراخان)
ماکوو (روسی: Маково) یک منطقهٔ مسکونی در روسیه است که در استان آستراخان واقع شده‌است.